# Картаго (Коста-Рика)
Карта́го (ісп. Cartago) — місто в центральній частині Коста-Рики, адміністративний центр однойменної провінції і кантону. Населення 155 402 жителів (2007). Знаходиться на висоті 1435 м над рівнем моря, у долині Гуарко біля підніжжя вулкана Ірасу, за 24 км на схід від Сан-Хосе. Площа 125,01 км².

## Топонім
Назва веде до початку епохи колоніальних завоювань Іспанії. У період 1540—1573 роки на території сучасної Коста-Рики, атлантичного узбережжя Нікарагуа, частини Гондурасу та Панами перебувала провінція Картаго, що входила в віце-королівство Нова Іспанія. Провінція була утворена 29 листопада 1540 року імператором Карлом V і отримала назву на честь стародавнього міста Карфаген.
У міста є два прізвиська — «Стара Столиця», посилання на епоху, коли Картаго був столицею Коста-Рики, і «місто Густих туманів», завдяки туманам, які формуються в міський долині протягом більшої частини року.
Офіційний Етнохоронім містян — «карфагеняни», як називали жителів стародавнього Карфагена, хоча більш поширений і популярний термін «картагос».

## Географія
Місто розташовується в долині Гуарко між двома гірськими хребтами — Центральна Кордильєра, де знаходяться найвищі в країні вулкани Ірасу і Турріальба, і Кордильєра-де-Таламанка, де знаходиться найвища точка країни — Сьєрра-Чирріпо (3819 м на рівні моря). У долині проходить кілька невеликих річок Ревентадо, Ревентасьйон, Паломо, Гранде-де-Орос, Мачо, Тірібі, Пакуаре і Чирріпо. Основна річка — Ревентасьйон.

### Клімат
Місто знаходиться у зоні, котра характеризується морським кліматом. Найтепліший місяць — травень із середньою температурою 20.6 °C (69.1 °F). Найхолодніший місяць — січень, із середньою температурою 17.7 °С (63.9 °F).
| Клімат Картаго          | Клімат Картаго | Клімат Картаго | Клімат Картаго | Клімат Картаго | Клімат Картаго | Клімат Картаго | Клімат Картаго | Клімат Картаго | Клімат Картаго | Клімат Картаго | Клімат Картаго | Клімат Картаго | Клімат Картаго |
| Показник                | Січ.           | Лют.           | Бер.           | Квіт.          | Трав.          | Черв.          | Лип.           | Серп.          | Вер.           | Жовт.          | Лист.          | Груд.          | Рік            |
| Середній максимум, °C   | 21,8           | 22,7           | 23,6           | 24,5           | 25,1           | 24,8           | 24             | 24,5           | 25,2           | 24,5           | 22,8           | 21,9           | 23,8           |
| Середня температура, °C | 17,7           | 18,1           | 18,8           | 19,7           | 20,6           | 20,4           | 19,8           | 20,1           | 20,4           | 20,2           | 19             | 18,1           | 19,4           |
| Середній мінімум, °C    | 13,5           | 13,5           | 13,9           | 14,8           | 16             | 16             | 15,6           | 15,7           | 15,6           | 15,8           | 15,2           | 14,3           | 15             |
| Норма опадів, мм        | 72.2           | 43             | 23.1           | 40             | 185            | 191.5          | 144.4          | 162.2          | 211.5          | 236.8          | 150.3          | 92             | 2129.3         |
| Днів з дощем            | 13,5           | 13,5           | 13,9           | 14,8           | 16             | 16             | 15,6           | 15,7           | 15,6           | 15,8           | 15,2           | 14,3           | 179,9          |
| ----------------------- | -------------- | -------------- | -------------- | -------------- | -------------- | -------------- | -------------- | -------------- | -------------- | -------------- | -------------- | -------------- | -------------- |
| Джерело: Weatherbase    |                |                |                |                |                |                |                |                |                |                |                |                |                |

## Історія
З моменту заснування іспанським конкістадором Хуаном Васкес де Коронадо в 1563 році місто було резиденцією іспанських губернаторів і вважався столицею Коста-Рики аж до 1823 року, коли столиця була перенесена в Сан-Хосе.
Місто неодноразово руйнувалося землетрусами. Перше відбулося в 1822 році. Вдруге 2 вересня 1841 року землетрус повністю зруйнував місто, хоча жертв було відносно небагато — 16 осіб. Новий землетрус, стався 4 травня 1910 року, знову викликало великі руйнування і цього разу спричинило сотні смертей і безліч поранених.

## Пам'ятки
Головною визначною пам'яткою міста є Басиліке де Нуестра-Сеньйора-де-лос-Анхелес (Базиліка Богоматері ангелів) виконана у візантійському і колоніальному стилі. Базиліка вважається святилищем Коста-Рики. За легендою, 400 років тому індіанська дівчина знайшла тут кам'яну постать Богоматері. Це було сприйнято знаком згори і закликом до будівництва храму. Зараз фігурка Богоматері знаходиться у вівтарі храму, через темний колір каменю її називають Ла-негренят. Щоб їй поклонитися люди з'їжджаються з усієї Коста-Рики, а також з Нікарагуа та Панами.

## Галерея

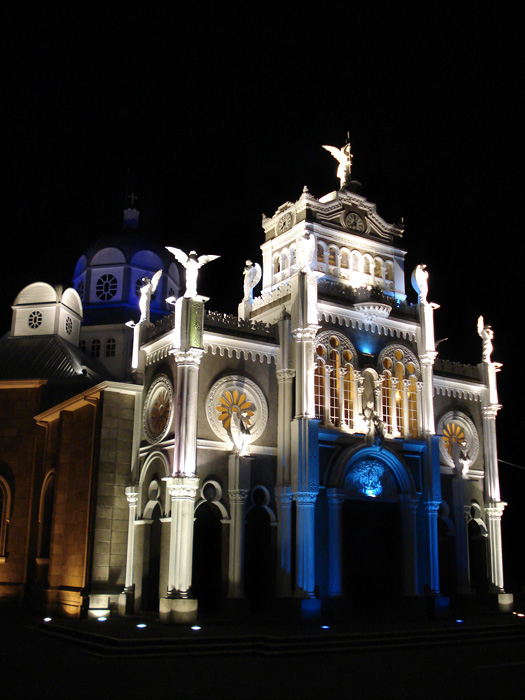
Базиліка де Нуестра-Сеньйора-де-лос-Анхелес вночі
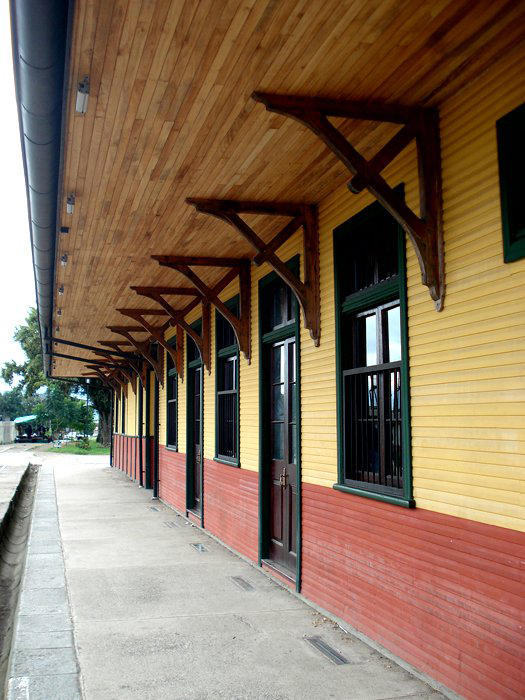
Стара залізнична станція